# Synasellus mariae
Synasellus mariae là một loài chân đều trong họ Asellidae. Loài này được Braga miêu tả khoa học năm 1942.